# Un espion a disparu
Pour les articles homonymes, voir Above Suspicion.
Pour plus de détails, voir Fiche technique et Distribution.
Un espion a disparu (Above Suspicion) est un film d'espionnage américain en noir et blanc réalisé par Richard Thorpe, sorti en 1943.

## Synopsis
Au printemps 1939, le professeur Richard Myles et sa jeune épouse Frances commencent leur lune de miel dans une auberge anglaise sous le nom de M. et Mme Edward Smith. Leur première soirée est interrompue par l'arrivée imprévue de Peter Galt, un ancien camarade de classe de Richard qui travaille désormais au Foreign Office. Au courant du fait que les jeunes mariés comptent se rendre dans le sud de l'Allemagne, Peter leur demande de partir à la recherche d'un scientifique qui a des informations sur une mine magnétique que les Allemands ont développée. Richard et Frances acceptent, pensant que leur statut de touristes américains les place au-dessus de tout soupçon.
Arrivés à Paris, Frances achète un chapeau décoré d'une rose, qui doit servir de signal pour leurs contacts. On leur remet un guide touristique de l'Allemagne, et ils remarquent une série de petits trous qui correspondent aux premières notes de la chanson "My Love Is Like a Red, Red Rose". Ils y trouvent aussi l'ordre de se rendre dans une librairie de Salzbourg en Autriche. 
Là-bas, grâce à la chanson, ils rencontrent Herr Werner qui les envoie au musée, où le guide les convie à s'installer dans une pension tenue par Frau Kleist. Au bout de quelques jours, comme ils doivent assister à un concert, Frau Kleist leur donne une biographie de Franz Liszt, où ils trouvent l'indication codée de se rendre dans un village, Pertisau, près d'Innsbruck, et de s'enquérir d'un homme qui collectionne des pièces d'échecs. Avant le concert, Richard rencontre Thornley, un de ses anciens étudiants d'Oxford, qui leur déconseille d'y aller. Lors du concert, un colonel nazi est tué et les officiers insistent pour interroger toutes les personnes présentes. Mais Richard et Frances sont épargnés à la suite de l'intervention du comte Sig von Aschenhausen, un ancien camarade de Richard lorsqu'il était étudiant à Oxford. Le comte invite le couple et Thornley dans la propriété de sa mère toute proche. Sig leur fait remarquer que l'assassin devait être familier du concerto et demande à Thornley de jouer le passage au piano. Thornley dit ne pas connaître ce morceau, mais plus tard il avoue à Richard qu'il a tué le colonel pour venger son amie autrichienne, torturée et tuée par les nazis. 
Le lendemain, à Pertisau, ils sont dirigés vers la maison du Dr. Mespelbrunn. Alors qu'ils attendent pour le voir, Richard et Frances remarquent la partition de "My Love Is Like a Red, Red Rose" sur le piano. À ce moment-là, Sig arrive, prétextant une importante affaire avec Mespelbrunn. Ils découvrent peu après que Sig retient prisonnier Mespelbrunn, mais ils sont surpris par un groupe de nazis. Le couple se réfugie dans les bois alentour, où ils sont retrouvés par Hassert, le guide du musée de Salzbourg. Avec son aide, ils arrivent à libérer Mespelbrunn, et ils se rendent ensemble à Innsbruck. Près de la ville, Mespelbrunn donne à Richard un morceau de papier avec les informations sur la mine et le nom de plusieurs personnes de confiance, puis il part de son côté sous un déguisement. Hassert conduit Richard et Frances, habillés en Tyroliens, à Innsbruck, où il leur donne comme instructions de contacter M. et Mme Schultz pour obtenir de faux passeports. Mais ces derniers sont arrêtés par la Gestapo, qui découvrent les négatifs des photos de Richard et Frances. Alors qu'elle est sur le point de retrouver Richard, Frances rencontre Thornley, lui aussi à Innsbruck. Frances est arrêtée par la Gestapo, mais arrive à dire à Thornley comment prévenir Richard. Cette nuit-là, Richard, Thornley et Hassert arrivent à faire évader Frances, mais Thornley est tué lors de leur fuite. Hassert, Richard et Frances arrivent à passer la frontière italienne et à retrouver la liberté.

## Fiche technique
- Titre original : Above Suspicion
- Titre français : Un espion a disparu
- Réalisation : Richard Thorpe
- Scénario : Keith Winter, Melville Baker et Patricia Coleman d'après le roman Above Suspicion de Helen MacInnes
- Direction artistique : Cedric Gibbons et Randall Duell
- Décors de plateau : Edwin B. Willis et Hugh Hunt
- Costumes : Gile Steele
- Photographie : Robert H. Planck
- Son : Douglas Shearer
- Musique : Bronislau Kaper et Eric Zeisl (non crédité)
- Montage : George Hively et James E. Newcom (non crédité)
- Production : Victor Saville
- Production associée : Leon Gordon
- Société de production : Metro-Goldwyn-Mayer
- Société de distribution : Loew's Inc.
- Pays de production : États-Unis
- Langue originale : anglais, allemand, français
- Format : noir et blanc — 35 mm — 1,37:1 - son : Mono (Western Electric Sound System)
- Genre : Film d'espionnage
- Durée : 90 min
- Dates de sortie : 
  - États-Unis : mai 1943
  - France : 7 mars 1947

## Distribution
- Joan Crawford : Frances Myles
- Fred MacMurray : Richard Myles
- Conrad Veidt : Hassert Seidel
- Basil Rathbone : le comte Sig von Aschenhausen
- Reginald Owen : Dr Mespelbrunn
- Richard Ainley : Peter Galt
- Cecil Cunningham : comtesse von Aschenhausen
- Ann Shoemaker : tante Ellen
- Sara Haden : tante Hattie
- Felix Bressart : A. Werner
- Bruce Lester : Thornley
- Johanna Hofer : Frau Kleist
- Lotte Palfi Andor : Ottilie
- Ludwig Donath : un officier de la Gestapo

Acteurs non crédités :
- Marcelle Corday : une servante de l'hôtel parisien
- George Davis : un propriétaire
- Barry Norton : le patron du café allemand
- Ivan F. Simpson : le concierge à Oxford
- Philip Van Zandt : Kurt

## Bande originale
- extraits du Concerto pour piano no 1 de Liszt
- "My Love Is Like a Red, Red Rose": paroles de Robert Burns, air traditionnel
- "Bird in a Gilded Cage" : paroles de Arthur J. Lamb, musique de Harry von Tilzer

## Galerie

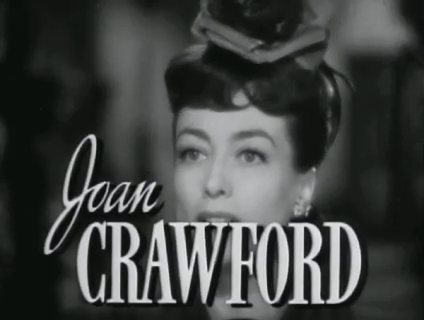
Joan Crawford
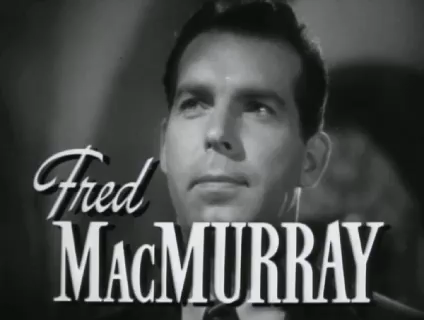
Fred MacMurray
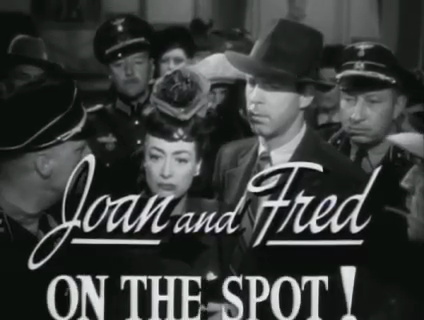
Joan Crawford et Fred MacMurray
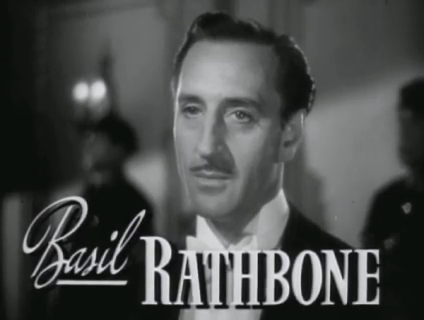
Basil Rathbone
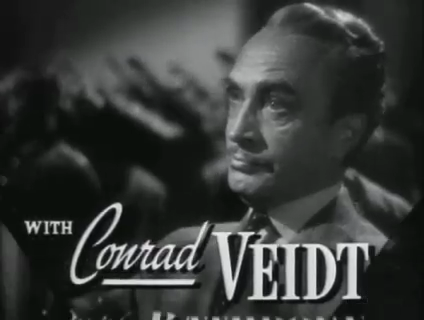
Conrad Veidt
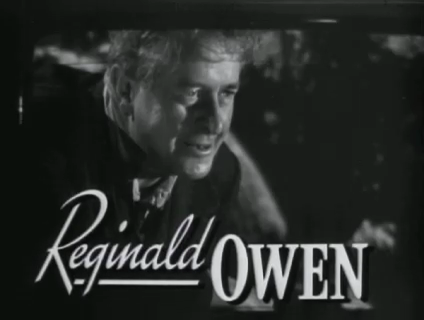
Reginald Owen